# Ла-Лувьер (футбольный клуб)
Королевский атлетический клуб «Ла-Лувьер» (фр. Royale Association Athlétique Louviéroise) — бельгийский футбольный клуб из города Ла-Лувьер.

## История
Клуб был основан в 1913 году под названием AA Louviéroise. В 1937 году сменил название на RAA Louviéroise (получив «королевскую» приставку Royal).
В высшем бельгийском дивизионе выступал в сезонах 2000/01—2005/06. В 2003 году стал обладателем Кубка Бельгии, в финальном матче обыграв «Сент-Трюйден» — 3:1. В матче за Суперкубок Бельгии проиграл в серии послематчевых пенальти «Брюгге» (4:5, осн. время — 1:1). Победа в кубке Бельгии позволила клубу выступить в Кубке УЕФА 2003/04, где он в первом раунде уступил португальской «Бенфике» — 1:1, 0:1.
В 2006 году клуб фигурировал в коррупционном скандале, связанном с договорными матчами.
В сезоне 2005/06 клуб занял последнее место в высшем дивизионе и должен был вылететь во второй дивизион, но не получил соответствующей лицензии и сезон 2006/07 вынужден был играть в третьем дивизионе.
В 2009 году вследствие банкротства клуб потерял регистрационный номер (фактически — прекратил своё существование) и объединился с клубом R.A.C.S. Couillet (RACS Couillet) в новый клуб, получивший номер RACS Couillet и его место в четвёртом дивизионе, эта команда до 2011 года базировалась в Ла-Лувьере и называлась Football Club Couillet-La Louvière (FCLL), а после того как параллельно существовавший клуб URS Center (основан в 1922 году) в 2011 году переехал в центр Ла-Лувьера (переименовавшись в UR La Louvière Center), эта команда перебазировалась в Шарлеруа, получив название по имени города (FC Charleroi), в 2014 году он поглотил RFC De Seraing, став Racing Charleroi Couillet Fleurus.
В 2017 году посредством выкупа регистрационного номера прекратившего существование клуба Racing Charleroi Couillet Fleurus создан новый клуб «Ла-Лувьер».